# Mariæ bebudelsesdag
Mariæ bebudelsesdag, også kendt som Herrens bebudelse, latin: Annuntiatio Beatæ Mariæ Virginis, har traditionelt været en vigtig mærkedag i kirkeåret. Den markerer hændelsen som er omtalt i Lukasevangeliet 1. kapitel, vers 26-56, da ærkeenglen Gabriel kom til jomfru Maria og bebudede Jesu fødsel. Oprindelig er denne dag blevet fejret den 25. marts, som er 275 dage før juledag, jævnfør det gamle navn Conceptio Christi. De 275 dage svarer til 39 uger og 2 dage og kan sammenlignes med varigheden af en normal graviditet der er 38 uger regnet fra befrugtningen (40 uger regnet fra sidste menstruation). Dagen blev fejret som nytårsdag i dele af Europa frem til 1582, men nytår blev flyttet til 1. januar i forbindelse med overgangen til den gregorianske kalender. I Storbritannien (bortset fra Skotland, som indførte 1. januar som nytårsdag i 1600) og kolonierne, herunder det senere USA, blev officielle dokumenter dateret med årsskifte 25. marts helt frem til 1752.
Efter helligdagsreformen af 1770 blev Mariæ bebudelsesdag fastlagt til at være den 5. søndag i fasten.

## Bevægelig helligdag
Eftersom den 25. marts ofte falder i den stille uge og iblandt i påskeugen, har man lavet regler for at flytte Mariæ bebudelsesdag til en passende dato så den kunne markeres på behørig vis. I Christian den Femtes Danske lov af 1683 fastslås det at «Mariæ Renselsis Dag. Mariæ Bebudelsis Dag, hvilken skal holdis paa Palme-Løverdag, dersom den indfalder paa Palme-Søndag, eller derefter.». Det betyder at dersom lørdagen før palmesøndag faldt på den 25. marts eller tidligere, skulle Mariæ bebudelsesdag fejres på denne dag.
I den romersk-katolske kirke (hvor man med en objektiv genitiv betegner den Herrens bebudelsesdag) festdag den 25. marts, med følgende undtagelse: «Hvis dagen falder i Den stille uge eller Påskeugen, fejres den mandag efter Hvidesøndag, 2. søndag efter påske. Falder den sammen med en fastesøndag, fejres den mandagen efter.»
Den græsk-ortodokse kirke fejrer altid dagen den 25. marts.